# Ərəbşalbaş
Ərəbşalbaş è un comune dell'Azerbaigian situato nel distretto di Qobustan. Conta una popolazione di 3 708 abitanti.